# Catarina, Princesa de Gales
Catarina, Princesa de Gales GCVO (nascida Catarina Isabel Middleton, em inglês: Catherine Elizabeth Middleton; Reading, 9 de janeiro de 1982), conhecida também como Kate Middleton, é um membro da família real britânica por ser a esposa de Guilherme, Príncipe de Gales, o herdeiro aparente do trono britânico. Catarina pertence por casamento a Casa de Windsor e com o Príncipe de Gales teve três filhos: o príncipe Jorge (2.° na linha de sucessão), a princesa Carlota e o príncipe Luís de Gales.
Nascida em Reading, Catarina é filha de Michael Francis Middleton, que trabalhou como assistente de bordo antes de ser despachante de voo da companhia aérea British Airways, e de Carole Elizabeth Middleton (nascida Goldsmith), uma ex-assistente de bordo. O casal conheceu-se enquanto ambos trabalhavam na British Airways. Catarina tem dois irmãos, Philippa e James. Ela cresceu numa pequena aldeia em Bucklebury, a cerca de 45 quilômetros de Londres. Os seus pais enriqueceram com uma empresa de artigos para festas infantis que criaram, a Party Pieces, o que permitiu a Catherine entrar para a alta sociedade e estudar em bons colégios.
Conheceu o príncipe Guilherme na Universidade de St. Andrews, na Escócia, em 2001, quando estudava História da Arte. Começaram a namorar em 2003 e viveram juntos nos tempos da universidade. Devido ao adiamento constante do anúncio de casamento com o príncipe Guilherme, a imprensa chegou a usar a alcunha “Waity Katie” (“Katie à espera”). Depois de concluído o curso universitário Catarina trabalhou na cadeia de lojas de roupa Jigsaw, a trabalhar quatro dias por semana no departamento de compras de acessórios. Ela interessa-se por moda. Mais tarde, ela trabalhou no negócio da família. Em 2012, a revista norte-americana Time classificou Catherine e sua irmã, Pippa Middleton, como uma das 100 pessoas mais influentes no mundo.
Desde seu casamento, Middleton assumiu deveres reais e compromissos em apoio à Rainha. Ela é patrona de mais de 20 organizações de caridade e militares, incluindo Action for Children, SportsAid e National Portrait Gallery. Ela realiza projetos através da The Royal Foundation, com seu trabalho de caridade focado em questões relacionadas a crianças pequenas, vício e arte. Para incentivar as pessoas a se abrirem sobre seus problemas de saúde mental, ela imaginou a campanha de conscientização sobre saúde mental "Heads Together", lançada com seu marido e o príncipe Henrique em abril de 2016. A mídia chamou o impacto de Catarina na moda britânica e americana de "Efeito Kate Middleton". Em 2011, 2012 e 2013, a revista Time a selecionou como uma das 100 pessoas mais influentes do mundo.

## Primeiros anos de vida, educação e carreira
Catarina nasceu no Royal Berkshire Hospital, em 9 de janeiro de 1982, em Reading, Berkshire, primogénita do empresário Michael Francis Middleton, um ex-despachante de voo, e de Caroline Elizabeth Middleton (nascida Goldsmith), uma ex-hospedeira de bordo, ambos ex-funcionários da British Airways. Ainda bebê, foi batizada na Igreja Anglicana em 20 de junho de 1982, na igreja da paróquia de St Andrew’s Bradfield, em Berkshire. Catarina vem de uma família de classe média, além de não pertencer à nobreza, é descendente de carpinteiros e operários. Possui dois irmãos mais novos, Philippa "Pippa" Charlotte e James William.
Em maio de 1984, aos dois anos de idade, mudou-se com sua família para Amã, na Jordânia — onde seu pai trabalhou por dois anos e meio no Aeroporto Internacional Rainha Alia — esteve a frequentar uma escola infantil a partir de seus três anos. Os Middleton regressaram ao Reino Unido em setembro de 1986, e fundaram a empresa Party Pieces no ano seguinte. Uma companhia que vende material para festas infantis via vendas por catálogo. A empresa tornou-os milionários e permitiu que comprassem uma casa de cinco dormitórios em Bucklebury, uma vila do condado de Berkshire, onde Catarina foi criada.
Ela frequentou a St. Andrew's School, em Pangbourne, em Berkshire, até os treze anos de idade. Ao chegar ao colegial, foi matriculada em Marlborough College, uma escola particular cuja anuidade é de quinze mil libras esterlinas. Lá, Catarina tornou-se uma garota popular e desportiva, a atuar como capitã da equipe de hóquei em campo e organizadora dos jogos de tênis da escola. Foi aprovada com onze exames do Certificado Geral de Educação Secundária (GCSEs, da sigla em inglês) e em três exames de Nível Avançado (A-level). Após terminar seus estudos em Marlborough em julho de 2000, Catarina optou por um ano sabático antes da universidade. Esteve a estudar no Instituto Britânico em Florença, a participar de um programa de voluntariado no Chile, e de um programa do Round the World Challenge, no estreito de Solent. Algumas fontes afirmam que Catarina inscreveu-se na Universidade de St. Andrews em Fife na Escócia, por ser a mesma que o príncipe Guilherme escolhera e que ela teria sido persuadida por sua mãe a abandonar a sua primeira escolha de universidade.[carece de fontes?] Entretanto, tal história é tida como pura ficção por aqueles que conhecem a família Middleton, até porque, no início da Universidade, Catarina namorava Rupert Finch, na época, estudante do último ano de Direito e Guilherme tinha um caso com Carly Massy-Birch, também estudante. Nesta universidade, ela licenciou-se em História da Arte.
No início de 2006, circularam rumores de que a jovem Catarina estaria a movimentar-se para abrir uma companhia semelhante à dos pais, mas que estaria voltada para o segmento de roupas infantis. Após a desistência de alguns candidatos a investidores, aceitou um emprego em novembro do mesmo ano como assistente do departamento de vendas da cadeia de roupas londrina Jigsaw, cujos donos são amigos de seus pais. Em setembro de 2007, Middleton resolveu largar seu emprego na Jigsaw para dedicar-se à fotografia de coisas abstratas. Através do príncipe Guilherme, conheceu Mario Testino, famoso fotógrafo de celebridades, com quem teve algumas aulas de fotografia, passando em janeiro de 2010 duas semanas em Nova Iorque, onde teve aulas com Nikolai von Bismarck.
Em janeiro de 2009, Catarina foi criticada pelos tabloides por não ter um trabalho em período integral, além de possuir uma vida social muito agitada em Londres. A própria rainha Isabel II manifestou o desejo de ver Middleton trabalhando, tendo sido divulgado após esse episódio que a jovem trabalhava com seus pais na Party Piece, como fotógrafa e webdesigner da empresa. Em junho de 2010, Middleton largou seu emprego na Party Pieces para acompanhar o Príncipe Guilherme em sua vida militar. O casal comprou uma casa em North Wales. Os dois continuaram a viver na residência após o casamento em 2011.

## Vida pessoal

### Relação com o Príncipe Guilherme

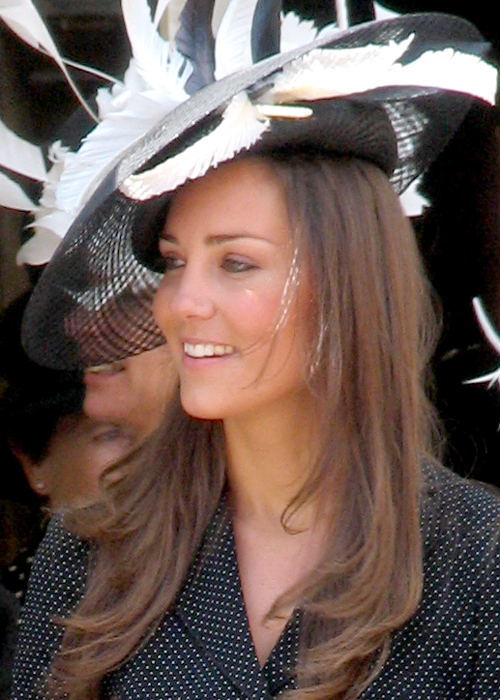
Kate Middleton em 2008

Em 2001, Catarina conheceu o Príncipe Guilherme de Gales enquanto eram estudantes residentes no St Salvator's Hall na Universidade de St. Andrews. Ela supostamente chamou a atenção de Guilherme em um desfile de moda beneficente no campus. O casal começou a namorar em 2003. Durante seu segundo ano, Catarina dividiu um apartamento com Guilherme e outros dois amigos. De 2003 a 2005, ambos residiram em Balgove House na propriedade Strathtyrum com dois companheiros de quarto.
Seu relacionamento foi seguido tão de perto pela imprensa tabloide que as casas de apostas fizeram apostas na possibilidade de casamento, e a cadeia de varejo Woolworths produziu mobília com suas semelhanças. A atenção da mídia tornou-se tão intensa que Guilherme pediu formalmente à imprensa que mantivesse distância de Middleton. Em 15 de dezembro de 2006, Middleton participou do Desfile do príncipe Guilherme na Royal Military Academy Sandhurst.
Em abril de 2007, Catarina e Guilherme terminaram seu relacionamento. Catarina e sua família compareceram ao Concerto para Diana em julho de 2007 no Estádio de Wembley, onde ela e o príncipe se sentaram a duas fileiras de distância. O casal foi posteriormente visto juntos em público em várias ocasiões e fontes de notícias afirmaram que eles "reacenderam seu relacionamento". Catarina esteve presente durante a cerimônia da procissão da Ordem da Jarreteira no Castelo de Windsor em junho de 2008, onde o príncipe Guilherme foi feito Cavaleiro Real da Jarreteira. Em junho de 2010, o casal mudou-se para uma casa de campo no Bodorgan Estate em Anglesey, País de Gales, onde Guilherme residiu durante seu treinamento de busca e resgate da RAF e sua carreira subsequente.

### Noivado e casamento

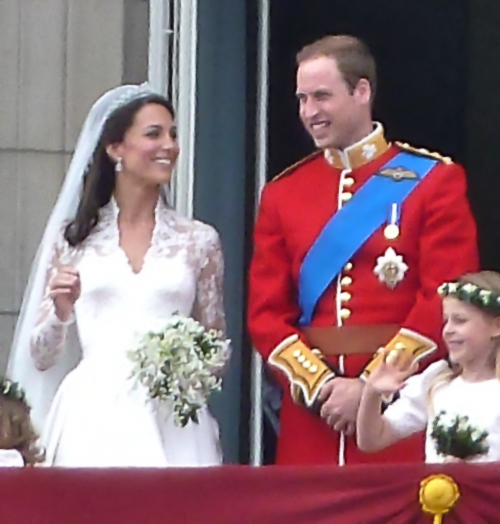
O casal recém-casado, Príncipe Guilherme e Catarina, na varanda do Palácio de Buckingham em 2011

Em 16 de novembro de 2010, a Clarence House anunciou oficialmente o noivado entre o príncipe Guilherme e Kate Middleton, noivado este acontecido um mês antes, em uma viagem ao Quênia. O casal deu uma entrevista oficial após o anúncio, onde Catarina afirmou que "não estava à espera. O pedido foi um verdadeiro choque e emocionou-se muito". Quando questionada sobre Diana, Princesa de Gales, Catarina respondeu "Obviamente, eu teria gostado muito dela se tivesse conhecido-a e claro que era uma mulher inspiradora, digna de admiração". Em 23 de novembro, o Palácio de Buckingham anunciou que a data escolhida fora o dia 29 de abril, o dia de Santa Catarina, e o local a Abadia de Westminster. O casamento injetou milhares de libras no Reino Unido e o dia foi um feriado nacional. Catarina recebeu de Guilherme um anel de noivado que pertencera à sua falecida mãe, Diana. O pai de Guilherme mostrou-se "surpreso", enquanto a família Middleton e a rainha Isabel II declararam-se "encantados". O noivado também foi comemorado pelo primeiro-ministro David Cameron.
O casamento realizou-se no dia 29 de abril de 2011 na Abadia de Westminster (local escolhido pelos noivos) com grande repercussão da mídia mundial. A entrada da noiva foi às 11:00 da manhã (horário de Londres). Na lista de convidados da tão esperada cerimónia, estavam 1900 nomes (que incluia celebridades, representantes das famílias reais europeias, familiares e amigos). No jantar de comemoração, participaram apenas 100 convidados (parentes bem próximos e amigos íntimos de Guilherme e Kate). Na ocasião, Guilherme tornou-se Duque de Cambridge. O tratamento de Catarina passou a ser, então, "Sua Alteza Real, a Duquesa de Cambridge".
O casal passou um final de semana privado em sua residência na ilha de Anglesey, no País de Gales, e acabaram por adiar a lua de mel, que ocorreu algumas semanas depois. Eles viajaram para Seicheles, passando dez dias em uma ilha privada. Ele e a esposa moram também em uma propriedade rural no País de Gales na cidade de Anglesey.

### Filhos

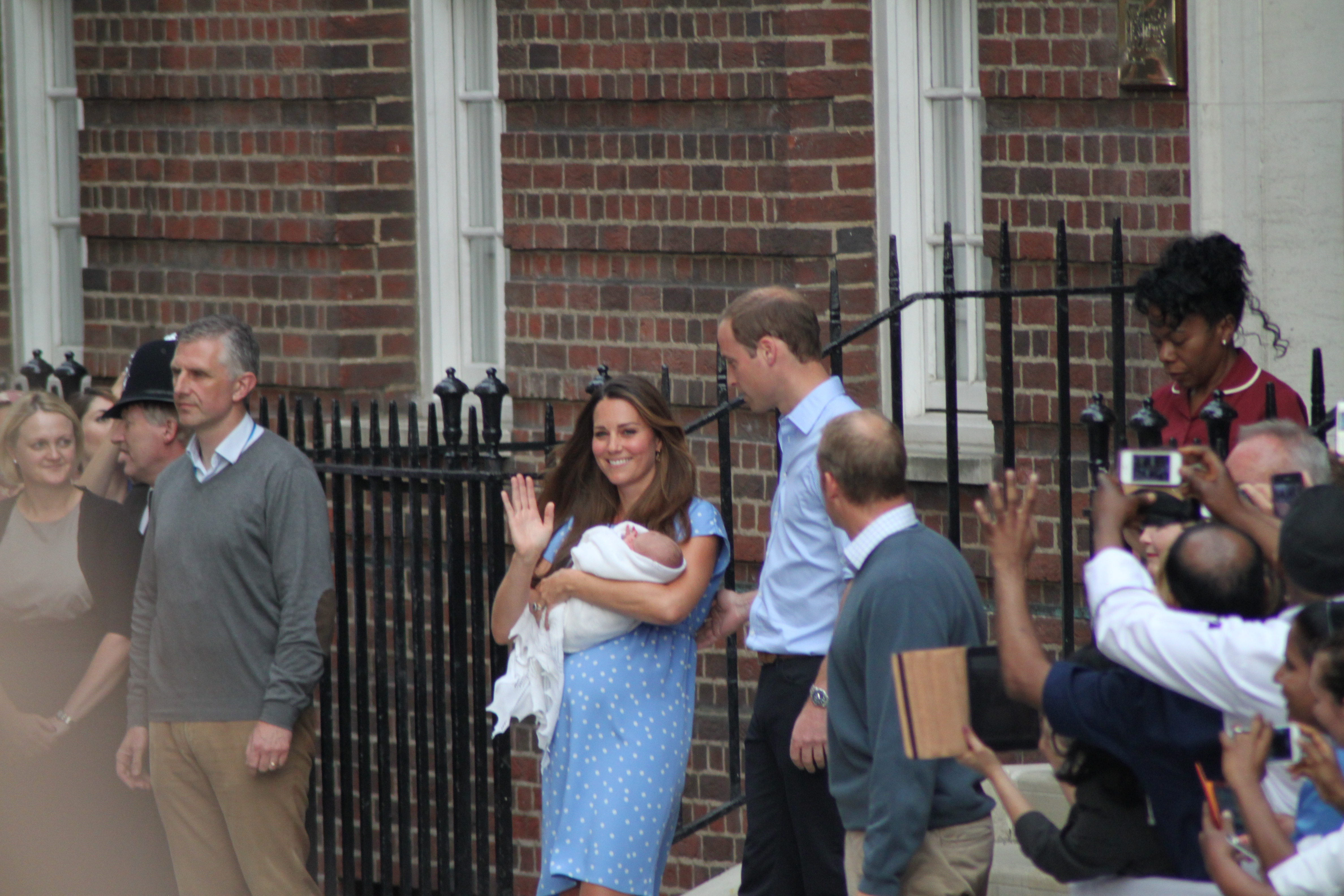
Catarina e Guilherme de saída do St. Mary Hospital com seu primogênito, o príncipe Jorge, 2013

Na manhã do dia 22 de julho de 2013 foi anunciado que Kate Middleton havia entrado em trabalho de parto, no mesmo hospital em que a mãe de Guilherme, Diana, deu à luz ele e seu irmão príncipe Henrique. Centenas de jornalistas aguardaram a primeira aparição do casal e do futuro príncipe de Cambridge. O comunicado foi dado no site oficial da monarquia: “Sua Alteza Real a Duquesa de Cambridge '[título de Catarina à época]' foi admitida esta manhã no Hospital de St. Mary, Paddington, em Londres, nas fases iniciais do trabalho de parto”. O primeiro filho dos Cambridge, Jorge, nasceu às 16h24 (hora local), com 3,8 kg. A notícia foi divulgada às 20h30 do mesmo dia. Em 8 de setembro de 2014, a Casa de Windsor confirmou que os Príncipes de Gales aguardavam a chegada de um segundo filho.
Na manhã de 2 de maio de 2015, Catarina deu entrada novamente no Hospital de St. Mary, em Londres, acompanhada pelo marido e deu à luz uma menina às 8h34 locais, com 3,7 kg, que foi chamada de Carlota. No dia 4 de setembro de 2017 a realeza britânica anunciou que o casal estava à espera do terceiro filho com data de nascimento prevista entre março e abril de 2018. No dia 23 de abril nasceu o terceiro filho do casal às 11h01 (hora local) com 3,8 kg, que foi nomeado de príncipe Luís.

### Saúde
Em 17 de janeiro de 2024, o Palácio de Kensington anunciou que Catarina havia sido submetida a uma cirurgia abdominal devido a uma condição médica não revelada, depois de ter sido internada na The London Clinic no dia anterior. Ela voltou para casa Adelaide Cottage em 29 de janeiro e adiou todos os seus compromissos e deveres públicos para depois da Páscoa daquele ano.  A especulação subsequente sobre a ausência e a saúde de Catarina suscitou várias teorias de conspiração e atraiu grande atenção da mídia. Nas redes sociais,  hashtags como #WhereIsKate? (Onde está Kate?) foram usadas por vários usuários.
No dia 10 de março, quando foi comemorado o Dia das Mães no Reino Unido, as contas das redes sociais do País de Gales divulgaram uma fotografia da princesa e seus filhos, aparentemente bem de saúde.  A fotografia foi posteriormente retirada por várias agências importantes após o surgimento de inconsistências na imagem. No dia seguinte, a princesa admitiu ter alterado a fotografia e pediu desculpas. O Palácio de Kensington disse que não publicaria a fotografia não editada. Catarina anunciou em 22 de março daquele ano, através de uma mensagem de vídeo filmada pelos estúdios da BBC em 20 de março, que seu diagnóstico pós-operatório confirmou que ela tinha câncer e que havia começado a quimioterapia preventiva. Em 2025, foi anunciado que o câncer entrou em remissão.

## Membro sênior da realeza

### Duquesa de Cambridge (2011-2022)

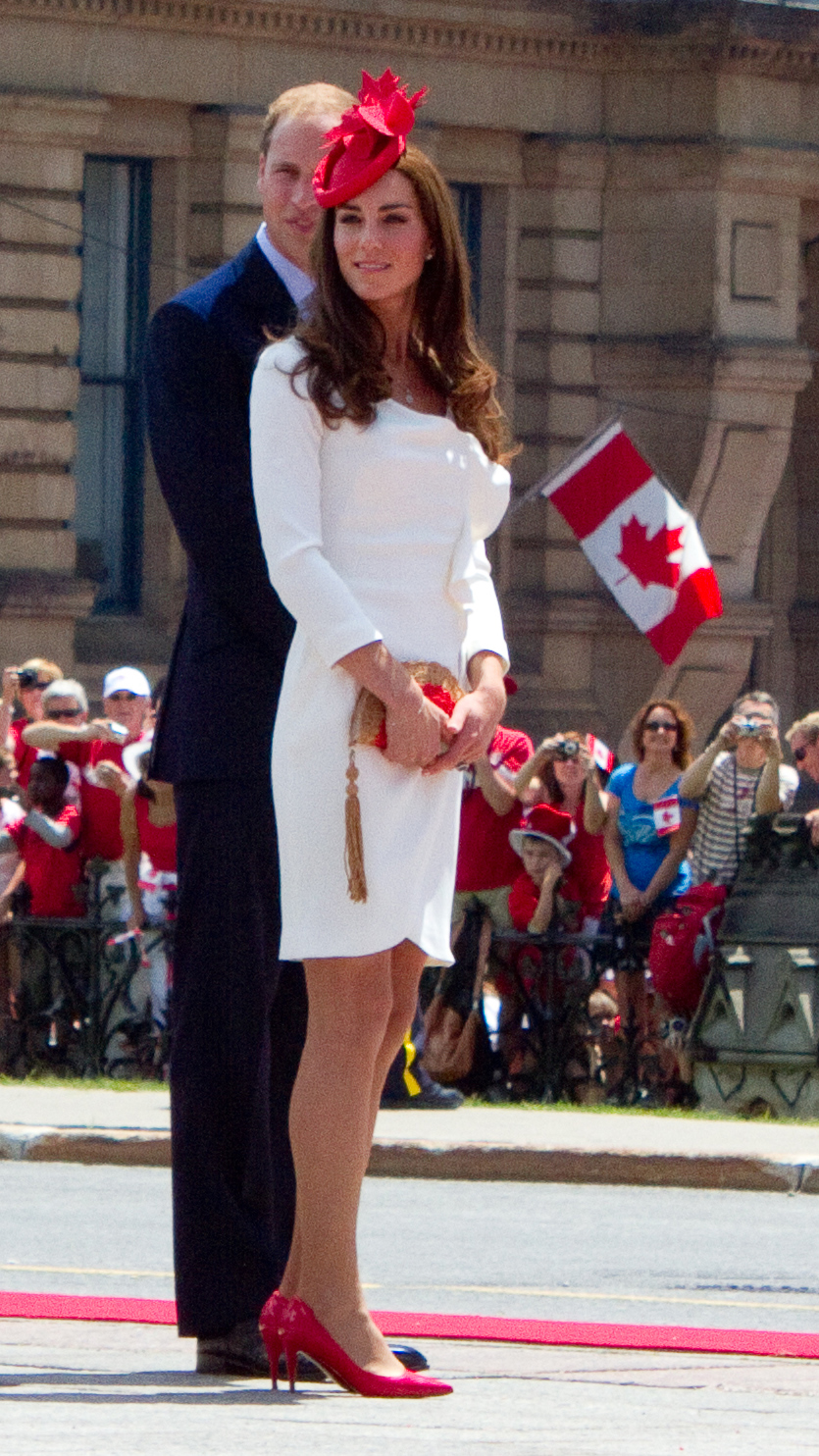
Catarina e Guilherme visitando Ottawa (Canadá) em 2011

A principal função da Princesa de Gales é oferecer suporte e ajuda ao monarca em seu papel de soberano do Reino Unido. Sua estreia oficial na vida pública como membro da família real britânica deu-se em 24 de maio de 2011 quando, juntamente a seu esposo, recepcionou o Presidente dos Estados Unidos Barack Obama e sua esposa Michelle na visita oficial do casal ao Reino Unido. O casal viajou pelo Canadá no verão de 2011, participando das comemorações do Dia do Canadá no Parliament Hill. Em 2 de novembro, o então casal de Cambridge visitou a Divisão de Suprimentos do UNICEF para crianças desnutridas em Copenhague, Dinamarca.
Catarina e Guilherme serviram como embaixadores para os Jogos Olímpicos de Verão de 2012 em Londres, durante vários eventos esportivos durante os jogos. Em setembro de 2012, eles visitaram Cingapura, Malásia, Tuvalu e as Ilhas Salomão como parte das celebrações do Jubileu de Diamante da Rainha. O Príncipe e a Princesa participaram de outras comemorações do Jubileu ao longo do ano, incluindo o Thames Diamond Jubilee Pageant em julho. O Príncipe sediou sua primeira cerimônia de posse no Palácio de Buckingham em outubro de 2013.
Em abril de 2014, a duquesa e seu esposo fizeram uma viagem real à Nova Zelândia e Austrália com seu filho, o príncipe Jorge. O itinerário incluía visitar a Plunket Society para crianças e visitar áreas danificadas pelo fogo em Nova Gales do Sul. Em junho de 2014, o casal visitou a França para participar da comemoração do 70º aniversário do desembarque na Normandia em Gold Beach. Em 21 de julho de 2014, foi anunciado que Catarina faria sua primeira viagem solo, visitando a ilha de Malta em 20–21 de setembro de 2014, quando a ilha comemorava seu 50º aniversário de independência. Sua viagem foi cancelada, com o príncipe tomando seu lugar, após o anúncio de sua segunda gravidez no início de setembro. Em 21 de outubro de 2014, os dois se encontraram com o presidente de Cingapura, Tony Tan, durante sua visita de Estado ao Reino Unido. Em dezembro de 2014, o casal visitou Nova York e participou de um jantar beneficente no Metropolitan Museum of Art.

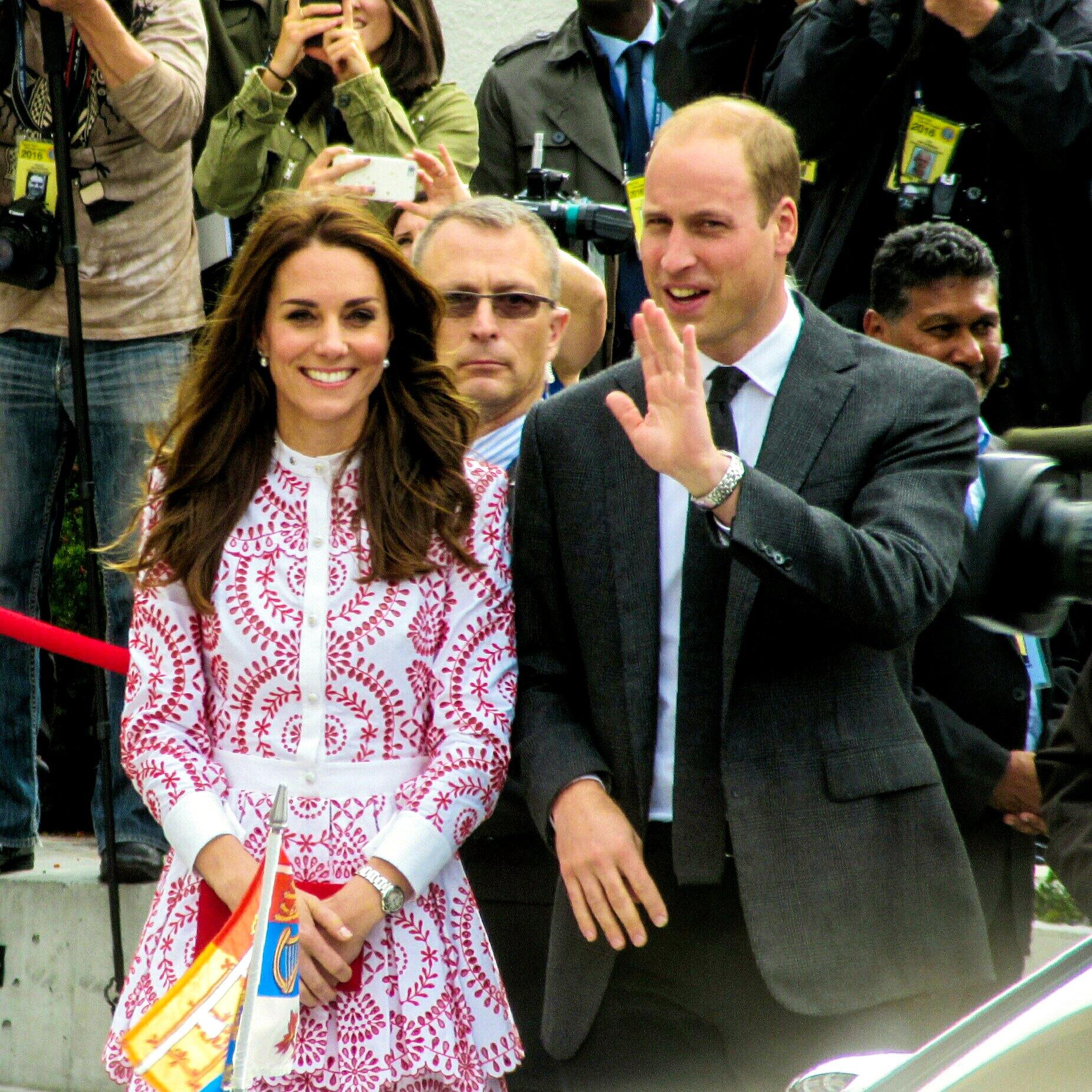
Catarina e Guilherme em visita o novo centro de boas-vindas da Immigrant Services Society of BC em setembro de 2016

Em outubro de 2015, Middleton participou de seu primeiro banquete de Estado no Palácio de Buckingham, realizado para receber o presidente chinês Xi Jinping. Em abril de 2016, Catarina e seu esposo fizeram uma excursão à Índia e ao Butão. As atividades incluíam visitas a instituições de caridade para crianças, como Childline India, bem como uma visita ao Palácio Lingkana. Mais tarde naquele mês, o casal se encontrou novamente com os Obamas no Palácio de Kensington. Em 11 de outubro de 2016, Catarina fez sua primeira viagem solo ao exterior para os Países Baixos. Os países visitados pelo casal em 2017 incluem França, Polônia, Alemanha e Bélgica. Em janeiro de 2018, o casal visitou a Suécia e a Noruega. As visitas, que foram, como outras, solicitadas pelo Ministério das Relações Exteriores, foram interpretadas para beneficiar as relações Reino Unido-Europa após o Brexit.

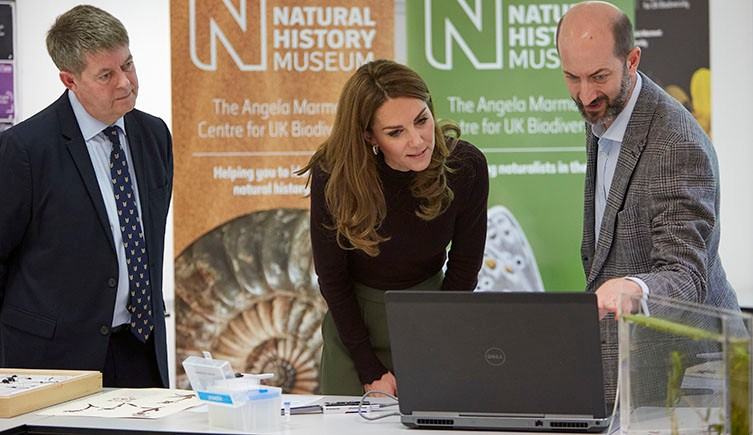
A então Duquesa de Cambridge em visita ao Museu de História Natural de Londres, outubro de 2019.

Em fevereiro de 2019, Guilherme e Catarina realizaram uma visita de dois dias à Irlanda do Norte, visitando Belfast, Fermanagh e Ballymena. Catarina e Guilherme visitaram o Paquistão em outubro de 2019, que foi a primeira visita da família real ao país em 13 anos. Em março de 2020, o casal realizou uma excursão de três dias pela Irlanda, visitando County Meath, Kildare e Galway. Em outubro de 2020, o então duque e duquesa de Cambridge conheceram Volodymyr Zelensky, presidente da Ucrânia, e a primeira-dama Olena Zelenska, no Palácio de Buckingham, o primeiro compromisso real realizado na residência desde o início da pandemia de COVID-19. Em dezembro, o casal embarcou em uma excursão de três dias pela Inglaterra, Escócia e País de Gales no trem real britânico "para homenagear o trabalho inspirador de indivíduos, organizações e iniciativas em todo o país" em 2020. O primeiro-ministro Boris Johnson expressou seu apoio à iniciativa, enquanto o primeira-ministra da Escócia, Nicola Sturgeon, criticou a turnê, citando restrições de viagem; Os governos do Reino Unido, da Escócia e do País de Gales foram consultados antes de planejar a turnê. Na qualidade de Guilherme como Lord High Commissioner da Assembleia Geral da Igreja da Escócia, o casal visitou Edimburgo, Fife e Orkney em maio de 2021. Na Cornualha, em 11 de junho de 2021, o casal participaram da cúpula do G7 pela primeira vez. Eles também participaram de uma recepção, onde o Príncipe e seu pai discutiram soluções governamentais e corporativas para problemas ambientais. Em fevereiro de 2022, ela visitou a Dinamarca para celebrar os laços históricos entre o Reino Unido e a Dinamarca e também para comemorar os marcos dos monarcas de ambos os países. Em março de 2022, Guilherme e Catarina embarcaram em uma turnê por Belize, Bahamas e Jamaica para comemorar o Jubileu de Platina da Rainha.

### Princesa de Gales (2022 - presente)

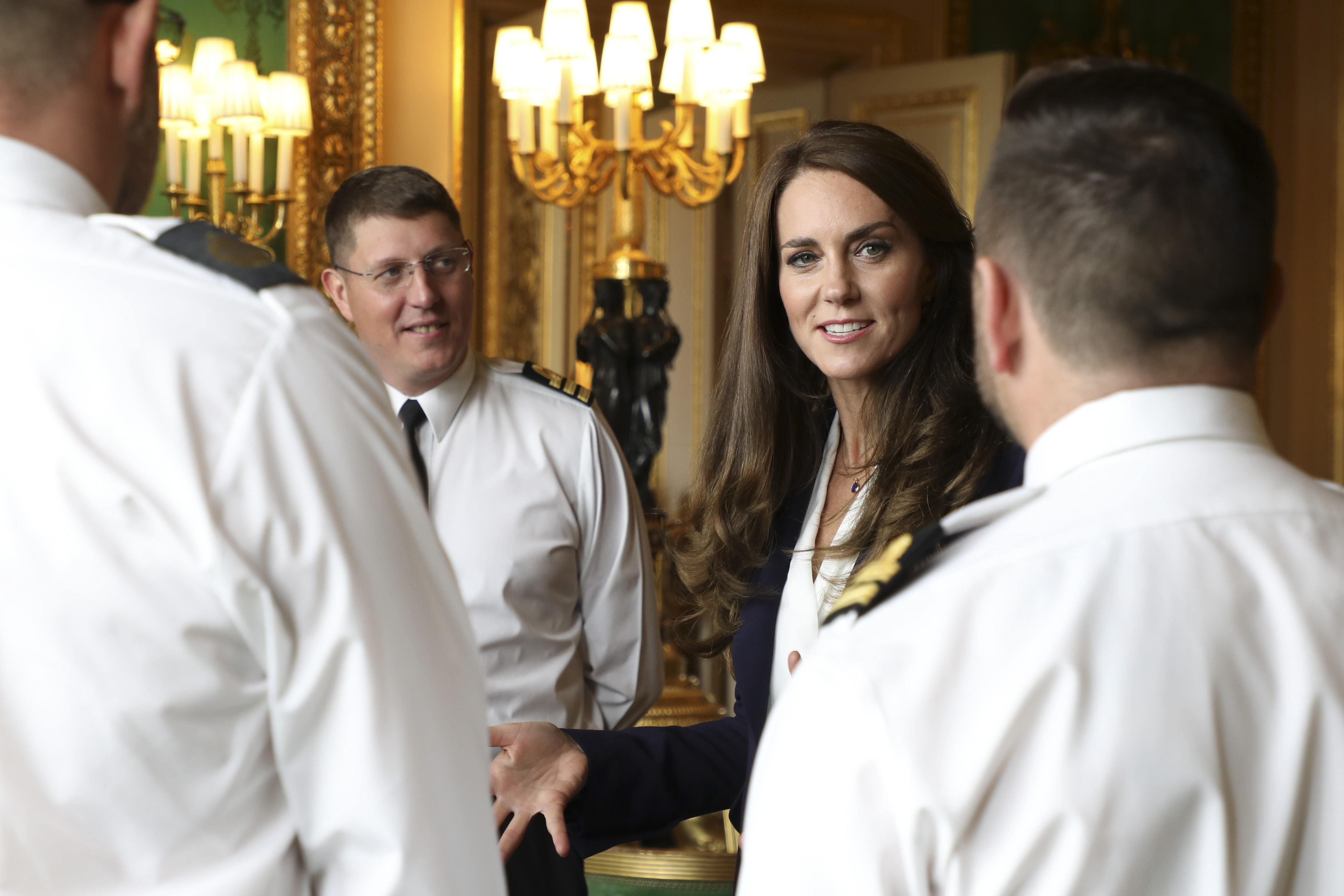
A Princesa de Gales com a companhia do navio HMS Glasgow no Castelo de Windsor, setembro de 2022

Após a morte da rainha Isabel II no dia 8 de setembro de 2022, o príncipe Guilherme e Catarina foram nomeados como Príncipe e Princesa de Gales em 9 de setembro de 2022, sob decreto do rei Carlos III. A controvérsia sobre o título tornou-se um tópico de debate público no País de Gales. Em 27 de setembro de 2022, ela e o esposo visitaram Anglesey e Swansea, o que marcou sua primeira visita ao País de Gales desde que receberam os novos títulos. No mesmo mês, o casal deu as boas-vindas ao presidente sul-africano Cyril Ramaphosa e participaram de um jantar de estado em homenagem à sua visita. Em 9 de fevereiro de 2023, Guilherme e Catarina visitaram Falmouth, marcando sua primeira visita à região desde que se tornaram duque e duquesa da Cornualha.

## Trabalhos de caridade

### Patrocínios e interesses
Em março de 2011, Guilherme e Catarina criaram um fundo de doações mantido pela Fundação do Príncipe Guilherme e do Príncipe Henrique para permitir que os simpatizantes que quisessem dar a eles um presente de casamento doassem dinheiro para instituições de caridade com as quais se importam. O fundo de doação apoiou 26 instituições de caridade da escolha do casal, incorporando as forças armadas, crianças, idosos, arte, esporte e conservação. Em junho de 2012, a "Fundação do Príncipe Guilherme e Príncipe Henrique" foi renomeada para "Fundação Real do Duque e da Duquesa de Cambridge e do Príncipe Henrique", para refletir a contribuição de Catarina para a caridade. A caridade está agora listada como a "Fundação Real do Duque e da Duquesa de Cambridge".

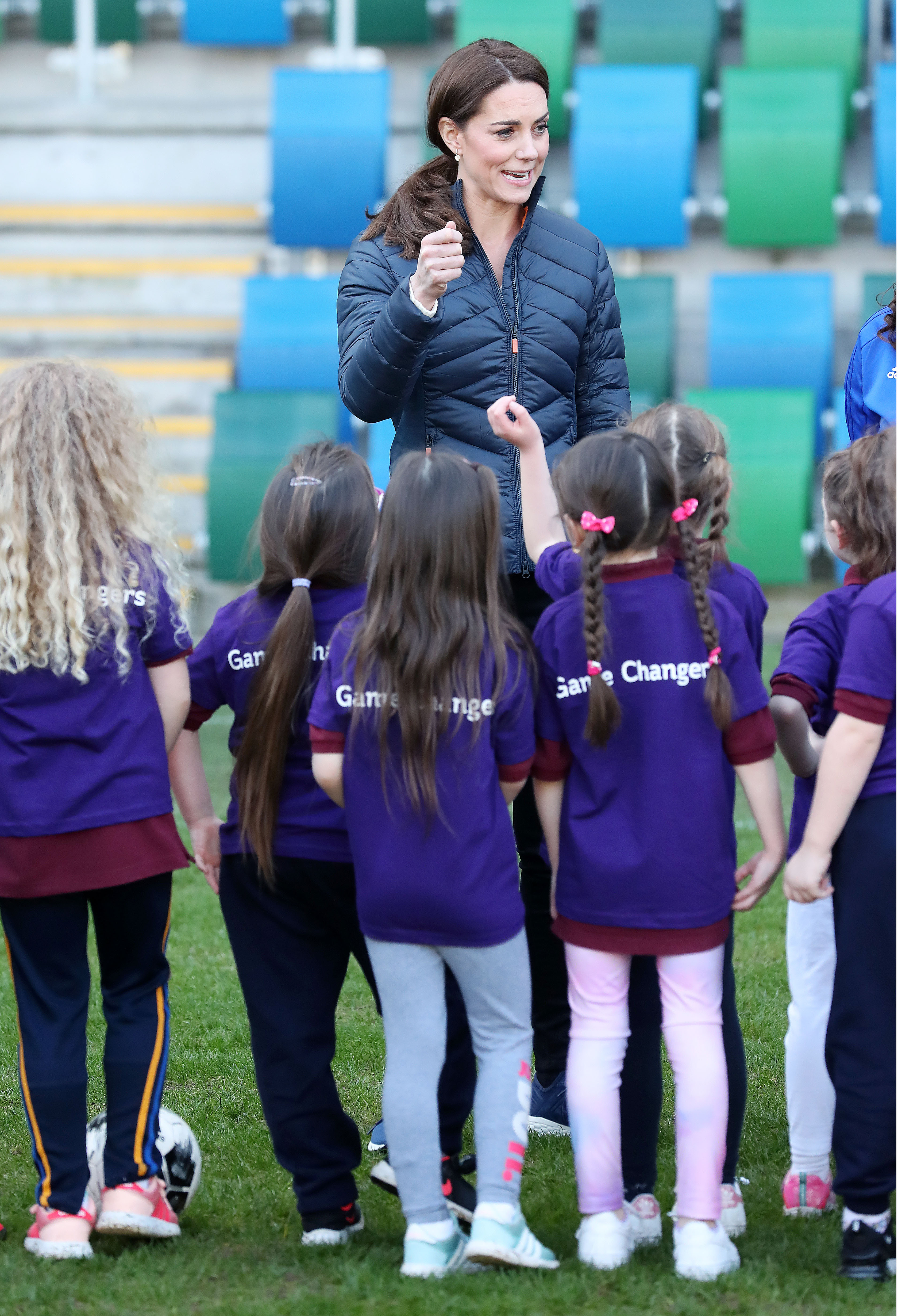
Catarina no Estádio Nacional de Belfast em fevereiro de 2019

O trabalho de caridade de Middleton se concentra principalmente em questões relacionadas a crianças pequenas, saúde mental, esporte, vício e arte. Em dezembro de 2015, ela assumiu o patrocínio dos Royal Air Force Air Cadets para jovens de 12 a 19 anos de idade. O Príncipe Felipe, Duque de Edimburgo, que havia sido patrono dos cadetes da RAF por 63 anos, formalmente entregou-lhe o cargo durante uma audiência no Palácio de Buckingham. Ela se tornou patrona do Foundling Museum, um museu para comemorar o Foundling Hospital, em 2019. Catarina também foi uma líder voluntária local da The Scout Association no norte do País de Gales, da qual a rainha é patrona, antes de se tornar co-presidente em setembro de 2020, ao lado do Duque de Kent. Em março de 2018, ela organizou um simpósio com a Royal Society of Medicine, com foco na saúde infantil, e lançou a iniciativa Early Years Intervention Support. Em maio de 2018, ela estabeleceu o Early Years Steering Group. Em julho de 2020, ela apoiou e auxiliou no desenvolvimento da iniciativa "Tiny Happy People" da BBC, fornecendo recursos digitais gratuitos para pais com filhos pequenos. Em agosto de 2020, ela liderou uma campanha de doações para beneficiar bancos de bebês em todo o país, incluindo Little Village, que estimulou mais de 10.000 doações da Marks & Spencer, Tesco, John Lewis & Partners e Sainsbury's.
Catarina é uma esportista entusiasta e frequenta o Torneio de Wimbledon anualmente, como patrona do All England Lawn Tennis and Croquet Club. Em 2012, juntamente com o Príncipe de Gales e o Príncipe Henrique, Catarina lançou o Coach Core. O programa foi criado após as Olimpíadas de 2012 e oferece oportunidades de aprendizado para pessoas que desejam seguir uma carreira como treinador profissional. A partir de 2018, o Coach Core teve mais de 400 aprendizes e graduados em 10 locais. Em 2014, ela e o Príncipe foram premiados como membro honorário vitalício do Marylebone Cricket Club. Em julho de 2019, ela emprestou seu apoio à Backyard Nature, uma campanha criada para inspirar "crianças, famílias e comunidades a sair e se envolver com a natureza". Em agosto de 2019, o então casal de Cambridge competiram na regata de iates da Copa do Rei para arrecadar dinheiro para oito instituições de caridade diferentes.

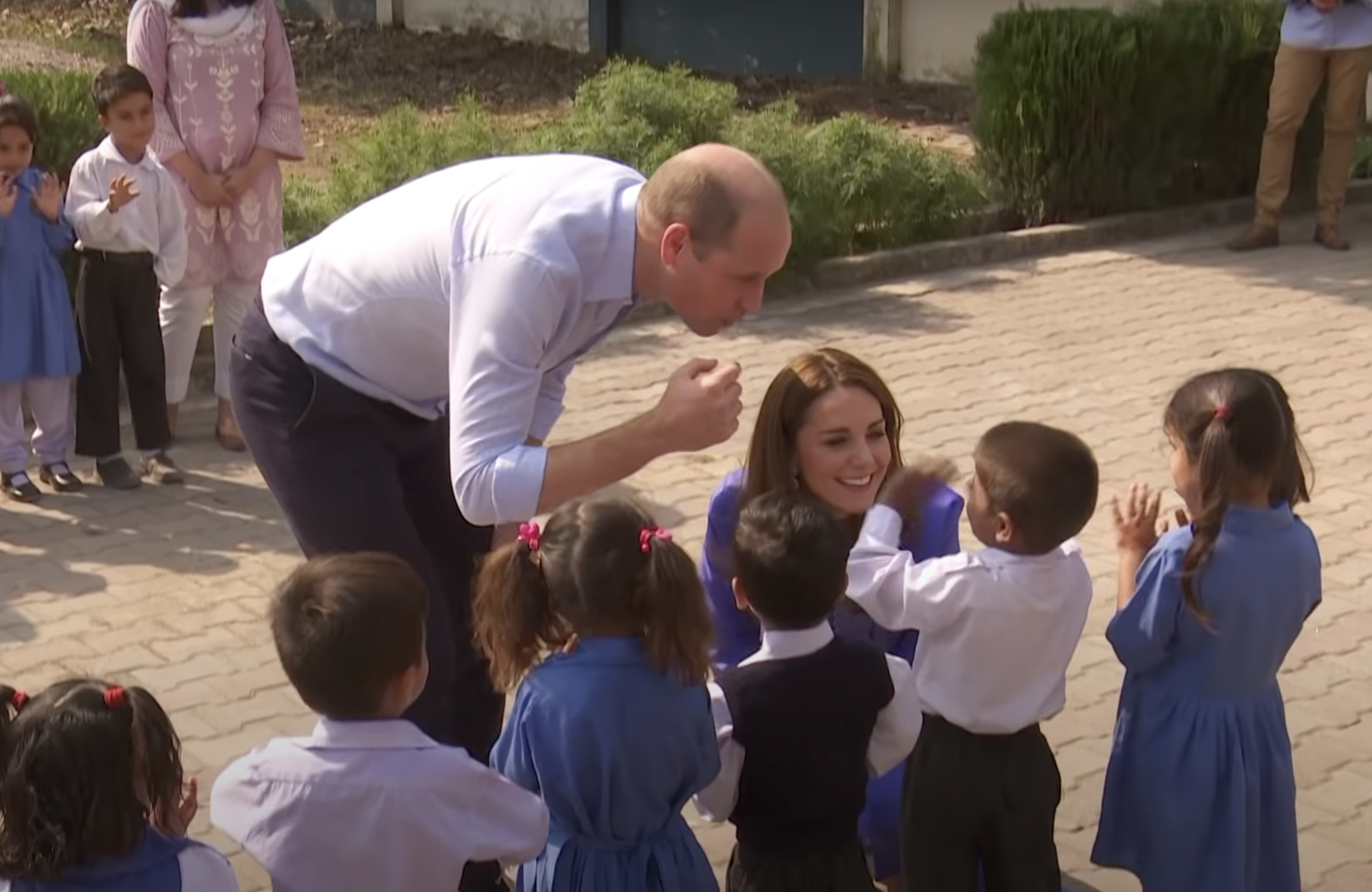
Guilherme e Catarina cumprimentando crianças no Paquistão, em outubro de 2019

Durante a pandemia de COVID-19, Catarina realizou muitos compromissos presenciais e virtuais de apoio aos trabalhadores do Serviço Nacional de Saúde. Em maio e junho de 2020, ela e o marido, ao lado de seus filhos, entregaram pacotes de alimentos feitos na propriedade de Sandringham House para aposentados isolados locais durante o lockdown. Catarina se ofereceu discretamente com o Serviço Voluntário Real durante a pandemia de COVID-19. Em maio de 2021, Catarina recebeu sua primeira dose da vacina contra COVID-19 pela equipe do NHS no Science Museum em Londres, incentivando o uso da vacina e agradecendo à equipe por "desempenhar um papel no lançamento". Em 15 de setembro de 2021, Catarina visitou a RAF Brize Norton em Oxfordshire e conheceu os militares e civis envolvidos na evacuação de refugiados afegãos durante a ofensiva talibã de 2021.
Em outubro de 2021, o então casal de Cambridge visitou o Royal Botanical Gardens em Kew, Londres, para participar da Generation Earthshot, uma iniciativa educacional inspirada no Prêmio Earthshot. Eles se juntaram ao prefeito de Londres Sadiq Khan; o explorador, naturalista e apresentador inglês Steve Backshall; A atleta olímpica inglesa Helen Glover e alunos da The Heathland Schools em Hounslow. Catarina organizou um concerto de canções de Natal chamado "Together At Christmas" na Abadia de Westminster em dezembro de 2021, homenageando instituições de caridade e indivíduos que serviram as comunidades durante a pandemia do COVID-19. O concerto foi produzido pela Abadia de Westminster e BBC Studios Events Production e transmitido pela ITV. Ela tocou piano durante uma apresentação de "For Those Who Can't Be Here" de Tom Walker.
Em janeiro de 2022, Catarina e seu marido visitaram o Foundling Museum, um museu para comemorar a primeira instituição de caridade britânica para crianças, para aprender sobre o setor de atendimento e conheceram representantes de todo o sistema, incluindo aqueles com experiência de viver sob cuidados. Eles também aprenderam sobre o impacto de passar tempo no cuidado e suas ligações com emprego, moradia, saúde mental, dependência, sistema de justiça juvenil e o trabalho que o Foundling Museum fez para 'abordar essas questões'. Vários dias depois, o casal visitou a Church on the Street, uma organização que ajuda os sem-teto e pessoas desfavorecidas em Burnley, Lancashire e arredores. Lá, o casal conheceu o pastor Mick Fleming, fundador da Igreja na Rua, e passou 15 minutos conversando com um estudante, cuja mãe morreu no ano passado, e sua bisavó.

### Advocacia em saúde mental
Catarina abordou questões relacionadas à saúde mental e deficiências; ela já fez visitas a instituições de caridade e hospitais, como o Hospital de St. Thomas e o Maurice Wohl Clinical Neuroscience Institute, para passar tempo com mães e crianças que lidam com esses problemas. Catarina foi creditada por aumentar a conscientização nacional sobre a saúde mental das crianças; Benita Refson, presidente da Place2Be, elogiou seu trabalho, dizendo que ela "apontaria para a saúde mental infantil", enquanto Peter Fonagy, CEO do Anna Freud Center, a chamou de uma das figuras mais importantes no campo, e afirmou que "para os milhões de crianças que sofrem em silêncio, ela é sua voz". Em reconhecimento ao seu trabalho com instituições de caridade preocupadas com a saúde mental das crianças, ela e seu marido receberam o distintivo Gold Blue Peter, um prêmio anteriormente concedido à Rainha. Para incentivar as pessoas a se abrirem sobre seus problemas de saúde mental, Catarina, príncipe Guilherme e o príncipe Henrique iniciaram a campanha de conscientização sobre saúde mental "Heads Together" em abril de 2016. A campanha foi imaginada pela primeira vez por Middleton no início daquele ano. "Heads Together" supostamente resultou em mais de um milhão de pessoas falando sobre sua saúde mental e um investimento de £ 3 milhões em inovações de saúde mental. Ela mais tarde falou voluntariamente sobre suas lutas como mãe e admitiu que sofreu uma "falta de confiança" e "sentimentos de ignorância" durante certos períodos de tempo.
Catarina discutiu suas experiências com a "culpa da mãe" ao equilibrar os compromissos entre trabalho e vida, e descreveu trazer seu recém-nascido do hospital para casa pela primeira vez como "aterrorizante". Ela também destacou a importância de "um lar feliz" e "um ambiente seguro" para as crianças, e descreveu sua "paixão" pelo ar livre, referenciando-o como um trunfo para a construção do bem-estar infantil e das bases do desenvolvimento. Ela lançou as Mentally Healthy Schools, que ajudam os alunos e funcionários com acesso "a recursos confiáveis e práticos para melhorar a conscientização, o conhecimento e a confiança no apoio à saúde mental dos alunos". Em fevereiro de 2016, ela viajou para Edimburgo para promover o trabalho do Place2Be e lançou a Semana de Saúde Mental Infantil, que ela comemora anualmente. Middleton editou o HuffPost UK como parte do movimento Young Minds Matter, um esforço "para aumentar a conscientização sobre os problemas de saúde mental das crianças". Guilherme e Catarina mais tarde se reuniram com membros e representantes de Young Minds e Youthscape para promover sua campanha de saúde mental.

## Imagem pública e estilo

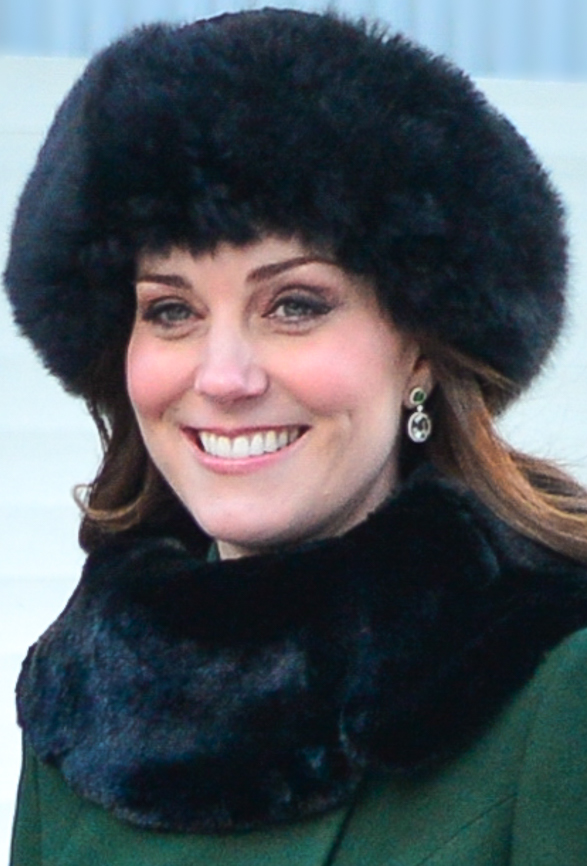
A então Duquesa de Cambridge em 2018

O "Efeito Kate Middleton" é a tendência que ela teria tido nas vendas de determinados produtos e marcas. Em 2018, a pesquisa da Brand Finance citou Middleton como a "mais poderosa influenciadora de moda real", mantendo que as peças em seu guarda-roupa aumentam a atratividade entre 38% dos compradores americanos. Ela foi creditada por popularizar sapatos e meias transparentes nos primeiros anos de seu casamento. Durante os compromissos diurnos, ela é conhecida por preferir casacos, vestidos para chá, jaquetas enceradas, blusas de lavallière, blazers e jeans skinny. Enquanto Catarina usa itens de muitos novos designers, ela também usou vestidos de Catherine Walker, que desenhou muitos dos vestidos de noite e ternos de dia favoritos da princesa Diana. Ela usou roupas, chapéus e conjuntos de muitos outros designers de moda. As marcas que ela prefere são notadas na mídia. Middleton usou Jenny Packham várias vezes, principalmente fora da Ala Lindo depois de dar à luz cada um de seus filhos em 2013, 2015 e 2018, respectivamente.
Alexander McQueen tem sido referido como a marca "de sair" de Catarina desde seu casamento em 2011, e ela usou designs para vários eventos anuais, incluindo Trooping the Colour, Royal Ascot e British Academy Film Awards, bem como banquetes e recepções de estado. Ela usou várias marcas de rua durante compromissos e projetos oficiais, mais frequentemente Topshop e Zara. Acredita-se que seja influenciada pelo estilo e escolhas de moda de Diana, Princesa de Gales, Catarina desenvolveu um "guarda-roupa carinhoso" semelhante ao de sua sogra, com tecidos coloridos, ternos de saia e tons brilhantes adequados para visitar hospitais e escolas. Catarina, que participou do 71º British Academy Film Awards, não participou do movimento Time's Up, que pedia que as mulheres usassem preto no tapete vermelho. O protocolo real proíbe membros da família real de participar de movimentos políticos, mas ela usava uma faixa preta e carregava uma bolsa preta como uma variação do código de vestimenta informal preta. Em março de 2018, juntamente com a Duquesa de Edimburgo, a Princesa organizou a recepção do Commonwealth Fashion Exchange no Palácio de Buckingham durante a London Fashion Week de 2018. Em 2021, foi relatado que Catarina impulsionou a indústria da moda britânica em até £ 1 bilhão em um ano. Ela também foi escolhida como uma das 25 mulheres mais influentes do Reino Unido pela Vogue britânica em agosto de 2021.

## Títulos, estilos, honras e brasão

### Títulos e estilos
- 9 de janeiro de 1982 – 29 de abril de 2011: "Srta. Catarina Isabel Middleton"
- 29 de abril de 2011 – 8 de setembro de 2022: "Sua Alteza Real, a Duquesa de Cambridge" [141]
  - Na Escócia: "Sua Alteza Real, a Condessa de Strathearn" [141]
  - Na Irlanda do Norte: "Sua Alteza Real, a Baronesa de Carrickfergus"
- 8 de setembro de 2022 – 9 de setembro de 2022: "Sua Alteza Real, a Duquesa da Cornualha e Cambridge" [142]
- 9 de setembro de 2022 – presente: "Sua Alteza Real, a Princesa de Gales" [143]
  - Na Escócia: "Sua Alteza Real, a Duquesa de Rothesay"

Seus títulos e estilos completos são "Sua Alteza Real, Catarina Isabel, Princesa de Gales, Duquesa da Cornualha, Duquesa de Cambridge, Duquesa de Rothesay, Condessa de Strathearn e Baronesa Carrickfergus, Dama da Grande Cruz da Real Ordem Vitoriana"

### Honras
- 5 de dezembro de 2017: Ordem da Família Real da rainha Isabel II
- 29 de abril 2019: Dama da Grande Cruz da Real Ordem Vitoriana (GCVO)[145] (concedido no dia em que completava seu 8.º ano de casamento).

Honras da Commonwealth
- 1 de outubro de 2016: Ordem do Mérito de Tuvalu

Medalhas
- 6 de fevereiro de 2012: Medalha do Jubileu de Diamante da Rainha Isabel II

Nomeações militares honoríficas
 Canadá
- 5 de julho de 2011 – presente: Guardas Florestais Canadenses

### Brasão
Catarina usa como brasão pessoal o brasão de seu marido impalado com o de seu pai. Seu pai recebeu em 19 de abril de 2011 do College of Arms o direito de portar um brasão. A família Middleton foi auxiliada por Thomas Woodcock, Rei de Armas principal da Jarreteira, na criação do desenho. O desenho do brasão de armas da Princesa de Gales indica que ela é a filha de Michael Middleton e a esposa do Príncipe de Gales.
Seu brasão consiste em: no lado dexter o brasão real, esquatrelado: I e IV goles, três leões passant guardant or em pala (pela Inglaterra); II or, um leão rampant dentro de um tressure flory-contra-flory goles (pela Escócia); III Azure, uma harpa or com cordas argente (pela Irlanda), diferenciado por um lambel argente de três pés com o pé central possuindo uma penteola goles (pelo príncipe Guilherme). No lado sinister um escudo partido azure e goles, uma cabria or com linhas argentes, entre três bolotas or deslizadas e com folhas (por Michael Middleton).
Acima está o coronel de filho do herdeiro aparente pertencente a Guilherme. Os suportes são o leão rampant or da Inglaterra no lado dexter, diferenciado pelo mesmo lambel do escudo, e uma corça argente ungulada e empanturrada pelo lado sinister. Os dois suportes também possuem um coronel or cada, o leão na cabeça e a corça no pescoço.

Brasão de Catarina, Duquesa de Cambridge 19 de abril de 2011 – 8 de setembro de 2022
Brasão de Catarina, Princesa de Gales 9 de setembro de 2022 – presente